# Melbourne Victory Football Club 2016-2017
Questa voce raccoglie le informazioni riguardanti il Melbourne Victory Football Club nelle competizioni ufficiali della stagione 2016-2017.

## Stagione
Nella stagione 2016-2017 il Melbourne Victory ha disputato la A-League, massima serie del campionato australiano di calcio, terminando la stagione regolare al secondo posto con 49 punti conquistati in 27 giornate, frutto di 15 vittorie, 4 pareggi e 8 sconfitte. Ammesso direttamente alla semifinale nella fase finale per il titolo, ha raggiunto la finale dopo aver sconfitto il Brisbane Roar; in finale è stato sconfitto dal Sydney FC dopo i tiri di rigore. Nella FFA Cup ha prima superato i sedicesimi di finale sconfiggendo il Brisbane Roar, poi è stato eliminato negli ottavi di finale dall'Adelaide Utd.

## Rosa
| N. |                               | Ruolo | Calciatore           |
| -- | ----------------------------- | ----- | -------------------- |
| 2  | Australia (bandiera)          | D     | Jason Geria          |
| 3  | Australia (bandiera)          | D     | Scott Galloway       |
| 4  | Australia (bandiera)          | D     | Nick Ansell          |
| 5  | Macedonia del Nord (bandiera) | D     | Daniel Georgievski   |
| 6  | Australia (bandiera)          | C     | Leigh Broxham        |
| 7  | Nuova Zelanda (bandiera)      | C     | Marco Rojas          |
| 8  | Kosovo (bandiera)             | A     | Besart Berisha       |
| 9  | Germania (bandiera)           | C     | Maximilian Beister   |
| 10 | Australia (bandiera)          | C     | James Troisi         |
| 11 | Australia (bandiera)          | C     | Mitch Austin         |
| 13 | Australia (bandiera)          | C     | Oliver Bozanic       |
| 14 | Tunisia (bandiera)            | C     | Fahid Ben Khalfallah |
| 15 | Spagna (bandiera)             | D     | Alan Baró            |
| 16 | Australia (bandiera)          | C     | Rashid Mahazi        |

| N. |                      | Ruolo | Calciatore           |
| -- | -------------------- | ----- | -------------------- |
| 17 | Australia (bandiera) | D     | James Donachie       |
| 19 | Australia (bandiera) | C     | George Howard        |
| 20 | Australia (bandiera) | P     | Lawrence Thomas      |
| 21 | Australia (bandiera) | C     | Carl Valeri (cap.)   |
| 22 | Australia (bandiera) | D     | Stefan Nigro         |
| 23 | Australia (bandiera) | D     | Jai Ingham           |
| 25 | Australia (bandiera) | C     | Sebastian Pasquali   |
| 27 | Australia (bandiera) | P     | Alistair Bray        |
| 30 | Australia (bandiera) | P     | Lucas Spinella       |
| 31 | Australia (bandiera) | A     | Christian Theoharous |
| 32 | Australia (bandiera) | C     | Cameron McGlip       |
| 31 | Australia (bandiera) | C     | Josh Hope            |
| 40 | Australia (bandiera) | P     | Matt Acton           |

## Statistiche

### Statistiche di squadra
| Competizione         | Punti | In casa | In casa | In casa | In casa | In casa | In casa | In trasferta | In trasferta | In trasferta | In trasferta | In trasferta | In trasferta | Totale | Totale | Totale | Totale | Totale | Totale | DR  |
| Competizione         | Punti | G       | V       | N       | P       | Gf      | Gs      | G            | V            | N            | P            | Gf           | Gs           | G      | V      | N      | P      | Gf     | Gs     | DR  |
| -------------------- | ----- | ------- | ------- | ------- | ------- | ------- | ------- | ------------ | ------------ | ------------ | ------------ | ------------ | ------------ | ------ | ------ | ------ | ------ | ------ | ------ | --- |
| A-League             | 49    | 14      | 10      | 1       | 3       | 34      | 19      | 13           | 5            | 3            | 5            | 15           | 12           | 27     | 15     | 4      | 8      | 49     | 31     | +18 |
| A-League fase finale | -     | 1       | 1       | 0       | 0       | 1       | 0       | 1            | 0            | 1            | 0            | 1            | 1            | 2      | 1      | 1      | 0      | 2      | 1      | +1  |
| FFA Cup              | -     | 0       | 0       | 0       | 0       | 0       | 0       | 2            | 1            | 0            | 1            | 5            | 4            | 2      | 1      | 0      | 1      | 5      | 4      | +1  |
| Totale               | -     | 15      | 11      | 1       | 3       | 35      | 19      | 16           | 6            | 4            | 6            | 21           | 17           | 31     | 17     | 5      | 9      | 56     | 36     | +20 |